# Ольсен, Расмус (футболист)
Ра́смус О́льсен (фар. Rasmus Olsen; род. 26 июня 2006 года в Воавуре, Фарерские острова) — фарерский футболист, вратарь клуба «Сувурой».

## Клубная карьера
Расмус является воспитанником сувуройского футбола. Он начинал получать футбольное образование в академии «ТБ/ФКС/Ройн», а после распада этого клуба вратарь вошёл в систему «Сувуроя». Расмус дебютировал в составе воавурцев 1 апреля 2023 года, пропустив 1 гол от резервной команды фуглафьёрдурского «ИФ» в матче второго дивизиона Фарерских островов. Всего Расмус пропустил 12 голов в 18 встречах второй лиги, 9 раз сохранив свои ворота в неприкосновенности, тем самым внеся свой вклад в выигрыш турнира «Сувуроем». В сезоне-2024 он был основным вратарём команды в первом дивизионе, проведя 22 игры и пропустив в них 25 мячей. Воавурцы заработали сквозное повышение, и 16 марта 2025 года состоялся дебют Расмуса в фарерской премьер-лиге: в матче с «Б68» его ворота поразили дважды.

## Международная карьера
Расмус представляет Фарерские острова на юношеском уровне. Он дебютировал за юношескую сборную Фарерских островов (до 19 лет) 9 сентября 2024 года, пропустив 1 гол от сверстников из Туркменистана в товарищеском матче. 16 ноября в игре квалификации на юношеский Чемпионат Европы с австрийцами его ворота были поражены 4 раза.

## Достижения
«Сувурой»
- Победитель второго дивизиона (1): 2023